# جراحة تومي جون
جراحة تومي جون (اختصارًا TJS) المعروفة في الممارسة الطبية كضمان الرباط الزند بإعادة البناء (ULC)،هي عملية تطعيم جراحية التي يتم فيها استبدال ضمان الرباط الزندي في المرفق الوسطي مع وتر من أي مكان آخر في الجسم. هذه العملية شائعة بين الجامعيين والرياضيين المحترفين في العديد من الألعاب الرياضية وبالأخص لعبة البيسبول..
الدكتور جراح العظام فرانك جوبي قام بأجراء العملية لأول مرة في عام 1974. بعد ذلك فريق الطبيب دودجرز لوس انجلوس الذي شغل منصب المستشار الخاص للفريق حتى وفاته في عام 2014. وسمي بعد ذلك أول لاعب بيسبول للخضوع للعملية الجراحية اتحاد الدوري الكبرى تومي جون الذي سجل 288 انتصارات مهنية يحتل المرتبة السابعة دائماً بين الراميين العسراء. العملية الأولى، نجاح جون بعد مهنة الجراحة والعلاقة بين الرجلين هو موضوع ESPN 2013 30 30 وثائقي.
تومي جون الذي تدعى الجراحة بإسمه.

## الإجراءات
فتح ذراع المريض حول المرفق وحفر ثقوب في عظم الزند والعضد لاستيعاب وتر جديد. الوتر المقطوع مثل الوتر الراحي من الساعد في نفس المرفق أو المقابل والوتر الرضفي أو الوتر الشاحب ينسج في نمط الرقم ثمانية من خلال الثقوب والراسية. عادة ما يتم نقل العصب الزندي لمنع الألم كنسيج الندبة يمكن يطبق الضغط على العصب.

## التشخيص
وضع جوبي فرصة 1 من 100 في وقت عملية تومي جون. وفي عام 2009ارتفعت احتمالات الشفاء الكامل إلى 85-92 في المئة.
بعد العملية الجراحية في 1974 غاب جون عن كامل الموسم 1975 لتأهيل ذراعه قبل أن يعود لموسم 1976. فاز جون في 124 مباراة قبل الجراحة التي أجريت له. وفاز في 164 مباراة بعد الجراحة وتقاعد في عام 1989 في سن ال 46.
إعادة التأهيل الكاملة للاعبي البيسبول تستغرق نحو عام واحد الرامي ونحو ستة أشهر للاعبين الموقف. عادة ما يبدأ اللاعبون بالرمي بعد حوالي 16 أسبوع بعد الجراحة. في حين أن ثمانين في المئة من اللاعبين يعود إلى الرمي على نفس المستوى الذي كان عليه قبل الجراحة، لأولئك الذين لهم الدور الرئيسي الرماة والذين تلقوا العملية مرتين، خمسة وثلاثين في المئة لا يعودون إلى أرض الملعب في الشركات على الإطلاق.

## عوامل الخطر
(UCL) يمكن أن تتمدد وبالية أو تتمزق من خلال الضغط المتكرر لحركة الرمي. ويعتقد أن خطر إصابة الجرح من خلال رمي الرياضي أربطة الندي الجماعي من مفصل المرفق أن تكون مرتفعة للغاية حيث مقدار الضغط من خلال هذا النهج الهيكل وقوة الشد النهائية خلال الرمي القوي. في حين تشير العديد من السلطات أن أسلوب الفرد في رمي أو نوع الرمية التييرمون بها هي العوامل الأكثر أهمية من احتمال وقوعها للحفاظ على الجرح. تشير نتائج دراسة في عام 2002 إلى أن العدد الإجمالي للرميات التي ألقيت هو أعظم محدد.
حددت دراسة 2002 حجم الرمية ونوع الملعب ورمي الميكانيكا من 426 راميا الذين تتراوح أعمارهم بين 9-14 لسنة واحدة. مقارنة الرماة الذين ألقوا 200 أو أقل من الرميات في موسم واحد، وأولئك الذين ألقوا 201-400 و401-600 و
601-800 وأكثر من 800 رمية يواجه خطر متزايد من 63٪ و181٪ و234٪ و161٪ على التوالي. أنواع الرميات التي ألقيت أظهرت تأثيراً أصغر وأرتبط رمي المنزلق مع زيادة فرصة إصابة المرفق 86٪، بينما رمي الكرة المنحرفة كان مرتبطاً بزيادة في الألم. لم يكن هناك سوى وجود علاقة ضعيفة بين رمي الميكانيكا وينظر إليها على أنها سيئة والمعرضة للإصابة. وعلى الرغم من أن هناك مجموعة كبيرة من الأدلة الأخرى التي تشير إلى أخطاء في رمي الميكانيكا تزيد من احتمال الإصابة يبدو أن الخطر الأكبر يكمن في مجموع حجم الرمي. وقد أدت البحوث في مجال إصابات الرمي عند الرياضيين الشباب لتوصيات على أساس السن لحدود الملعب للرياضيين الشباب.
في الرياضيين الصغار، الذين طبقوا التقييم (لوحة النمو) لا يزال مفتوحاً والقوة في داخل المرفق خلال الرمي ومن المرجح أن يتسبب في فشل المرفق في هذه المرحلة مما كانت عليه في الرباط الجانبي الزندي. وغالباً ما يطلق على هذه الإصابة «مرفق الدوري الصغير» ويمكن أن تكون جادة ولكن لا تتطلب إعادة بناء ال UCL.
في كثير من الأحيان على نحو متزايد تتطلب الأباريق الإجراء الثاني بعد عودته إلى الرمي - شهدت فترتين من 2001-2012 و2013-2015 كلاهما شاهد ثمانية عشر أبريق دوري رئيسي جامعة تسير تحت السكين مرة ثانية. اعتباراً من أبريل 2015، ومتوسط الوقت بين الإجراءات هو 4.97 سنة.

## المضاعفات
هناك خطر تلف في العصب الزندي.

### المفاهيم الخاطئة
يعتقد بعض رماة البيسبول أنه يمكنهم رمي أصعب مما كانت عليه مسبقاً بعد جراحة تومي جون. ونتيجة لذلك فقد ذكر جراحي العظام أنه قد حان لآباء وأمهات الرماة الشباب طلب تنفيذ الإجراء على مرافق أبنائهم على أمل أن يؤدي ذلك إلى زيادة أداء أبنائهم. ومع ذلك فإن العديد من البشر بما في ذلك الدكتور فرانك جوبي - يعتقدون أي زيادات في الأداء بعد العمليات الجراحية وهي على الأرجح بسبب الاستقرار المتزايد من مفصل المرفق وزيادة اهتمام الرماة للياقتهم البدنية والتكييف. يعتقد جوبي أنه بدلاً من بالحصول على السرعة فقط وإنما يمكن نيل العودة إلى مستويات أداء ما قبل الإصابة بالتدريب والتاهيل للرماة.

## أنظر أيضا
- إصابة الرباط الجانبي الزندي المرفقي